# Batalla de Germantown
La Batalla de Germantown formó parte de la Campaña de Filadelfia en la Guerra de la Independencia de Estados Unidos. Tuvo lugar el 4 de octubre de 1777 en Germantown, Pensilvania. 
La batalla enfrentó a 11 000 soldados estadounidenses contra 9000 británicos, en un ataque de las columnas de George Washington contra los soldados regulares de Gran Bretaña, que estaban acantonados en Germantown. A pesar de llevar la iniciativa, los estadounidenses fracasaron en parte por las condiciones climatológicas, ya que la densa niebla provocó que las columnas de Washington se atacaran entre sí.
La victoria permitió a los británicos retener Filadelfia, capital del gobierno de las Trece Colonias, en su poder.

## Preludio
La campaña en Filadelfia había comenzado bastante mal para las fuerzas estadounidenses. Washington y el Ejército Continental habían sido derrotados sucesivamente en Brandywine y la Paoli, dejando Filadelfia desprotegida. Tras de la toma de la capital por parte de Charles Cornwallis el 26 de septiembre de 1777, William Howe dejó 3462 hombres para su defensa enviando 9728 soldados a Germantown, 5 milla (8 km) Norte, determinado a localizar y destruir a las fuerzas estadounidenses. Howe estableció su cuartel general en Stenton, antigua residencia de James Logan.
Al dividirse el ejército británico, Washington vio entonces la ocasión de lograr una victoria. Decidió atacar la guarnición inglesa en Germantown en un último esfuerzo antes del invierno. Su plan era el atacar a los ingleses en la noche con cuatro columnas desde diferentes direcciones, creando así una doble envovente, sorprendiendo a los ejércitos ingleses y hessianos de la misma forma que había sorprendido a los hessianos en Trenton.

## Marco y rumbo a la batalla

### Posiciones inglesas y hessianas
Germantown era un pequeño poblado de casas de piedra que se extendían desde el actual Mount Airy en el norte, hasta Market Square en el sur. Al suroeste de Market Square estaba Schoolhouse Lane, que recorría 1,5 milla (2,4 km) hasta el lugar donde el arroyo Wissahickon desemboca en el río Schuylkill por medio de una cascada. William Howe había establecido el campamento base en la tierra alta sobre los caminos de Schoolhouse y Church. El sector oeste del campamento estaba dirigido por el general hessiano Wilhelm von Knyphausen, con dos batallones de Jäger en su flanco izquierdo justo sobre la desembocadura del Wissahickon. A lo largo de Market Square acamparon una brigada hessiana y dos brigadas británicas, y al este de ahí otras dos brigadas británicas dirigidas por el General James Grant, al igual que dos escuadrones de dragones y el Primer Batallón de infantería ligera. Cubriendo el flanco derecho estaba la unidad lealista de Nueva York conocida como Queen's Rangers.

### Marcha de los estadounidenses
Al anochecer del 3 de octubre, el ejército estadounidense inició una marcha de 16 milla (25,7 km) hacia el sur dirigiéndose a Germantown en completa oscuridad. Ya que el ataque iba a ocurrir al amanecer, los soldados fueron instruidos de poner un pedazo de papel blanco en sus sombreros para diferenciarse del enemigo. No fueron detectados ni por los jäger, y hessianos y británicos no se dieron cuenta de que las tropas estadounidenses avanzaban sobre ellos. Parecía que los continentales iban a reeditar su éxito en la Trenton; sin embargo, la oscuridad complicó la comunicación entre columnas y el progreso fue más lento de lo esperado. Al amanecer, la mayoría de las fuerzas estadounidenses no habían llegado aún a sus posiciones, y habían perdido el elemento de sorpresa.
Sin embargo, una columna militar estadounidense consiguió alcanzar el campamento británico y se detuvo cerca de la boca del Wissahickon, cañoneando el campamento de Knyphausen antes de retirarse. El resto de continuó su avance. La columna que mandaba el General John Sullivan, descendió por el camino de Germantown, la columna militar de Nueva Jersey bajo William Smallwood bajó por el camino Skippack hacia el camino Whitemarash Church y de ahí hacia el camino de Old York para atacar el flanco derecho británico, y la columna del General Nathanael Greene, formada por las divisiones de Greene y Adam Stephen y por la brigada de McDougall, bajaron por el camino Limekiln.

## Batalla
Una niebla densa cubrió el campo de batalla durante el día. La vanguardia de la columna de Sullivan, en el camino Germantown, comenzó la batalla al abrir fuego contra la infantería ligera británica en Mount Airy al despuntar el sol a las 5 de la mañana.
La defensa británica resistió el avance estadounidense y dieron la voz de alarma. Howe cabalgó hacia adelante, pensando que eran atacados por un grupo de exploración o de guerrilleros y dio orden de mantener las posiciones. Los continentales de la división de Sullivan tuvieron que sufrir para obligar a la defensa británica a retirarse hacia Germantown.
Aislado de la fuerza principal, el coronel inglés Musgrave ordenó a sus seis compañías de tropas del 40. Regimiento, aproximadamente 120 hombres, fortificar la casa de piedra del Jefe de Justicia Chew, llamada Cliveden (Mansión Clivenden). Los estadounidenses lanzaron varios asaltos contra Cliveden, pero los defensores -muy inferiores en número- consiguieron rechazarlos infligiendo severas pérdidas al enemigo. El General Washington convocó un consejo de guerra para decidir como proceder. Algunos oficiales eran partidarios de continuar hacia adelante, dejando un regimiento para evitar el contraataque desde Clivenden, pero otros como Henry Knox consideraban imprudente dejar una fuerza enemiga en retaguardia de un avance y Washington estuvo de acuerdo.
La brigada del General William Maxwell, que se había mantenido en reserva, fue llamada para atacar Cliveden, mientras Knox, comandante de artillería de Washington, situó cuatro piezas de tres libras fuera del alcance de los mosquetones y bombardeó Clivenden, pero la mansión resistió el bombardeo. Los asaltos de infantería fueron nuevamente rechazados con elevadas bajas y los pocos estadounidenses que pudieron entrar a la mansión fueron abatidos. Cliveden no iba a ser fácil de tomar. 
Mientras tanto, la columna del General Nathanael Green en el camino de Limekiln alcanzó a las fuerzas estadounidenses en Germantown y su vanguardia entró en contacto con la defensa británica en Luken Mill y consiguió retirarla después de un enfrentamiento salvaje. El humo de los mosquetones y cañones, junto con la densa niebla reinante, impedía a los estadounidenses identificar claramente al enemigo y en la columna de Greene cundió la confusión y desorganización. Una de las brigadas de Greene, bajo el mando del General Stephen, viró saliéndose de rumbo y siguieron el camino de Meetinghouse, en lugar de ir al encuentro del resto de las fuerzas de Greene en Market Square.
La brigada que se desvió chocó contra el resto de la brigada del General Wayne, confundiéndola con casacas rojas y ambos grupos comenzaron a dispararse entre ellos, desorganizándose y huyendo. La retirada de la brigada de Wayne dejó el flanco izquierdo de Conway sin apoyo.
En el norte, una columna estadounidense liderada por McDougall fue atacada por las tropas lealistas Tory de Queen's Rangers y los guardias de la reserva británica, teniendo que retirarse con graves pérdidas. Convencidos todavía de la posibilidad de victoria, la Novena Tropa colonial virginiana de la columna de Greene lanzó un fuerte ataque contra la línea británica y hessiana según lo planeado, rompiendo las líneas enemigas y tomando prisioneros. Pero los continentales pronto se vieron rodeados por dos brigadas británicas que cargaron devastadoramente liderados por General Cornwallis y tuvieron que entregarse. Greene se dio cuenta entonces de que se encontraba solo contra los británicos y retrocedió a su vez. 
Las bajas sufridas por los estadounidenses fueron muy elevadas y Washington ordenó a los hombres de Armstrong y de Smallwood retirarse. La brigada de Maxwell fue forzada a replegarse sin lograr rendir la guarnición de la Casa Chew. Parte del ejército británico se lanzó en persecución de los continentales durante nueve millas, hasta que la resistencia de la infantería de Greene, un destacamento de Dragones", la artillería de Wayne y la caída de la noche les hizo desistir.

## Resultados

### Muertes
De los 11 000 hombres que Washington llevó a batalla resultaron muertos 152 (30 oficiales y 122 hombres) y heridos 521 (117 oficiales y 404 hombres). Más de 400 fueron capturados incluyendo al Coronel Mathews y al Noveno Regimiento de Virginia al completo. Una bola de cañón amputó la pierna izquierda del General Francis Nash que falleció el 8 de octubre en la casa de Adam Gotwals. Su cuerpo fue enterrado con honores militares el día 9 de octubre en la casa de reunión menonita de Towamencin, Pensilvania. El mayor John White, herido en Cliveden, falleció el diez de octubre. El teniente coronel William Smith, herido mientras llevaba la bandera de tregua a Cliveden, también murió como consecuencia de las heridas. En total, 57 americanos resultaron muertos en el ataque a Chew House.
El General Stephen fue juzgado por corte marcial y degradado después de descubrirse que estaba borracho durante la batalla. El mando de su división fue entregado al Marqués de Lafayette.
Los ingleses presentaron un total de 70 muertos (4 oficiales y 66 soldados) y 450 heridos (30 oficiales y 420 soldados). Entre los oficiales ingleses fallecidos destacan el general James Agnew y el teniente coronel John Bird. El teniente coronel Walcott del 5.º Regimiento a pie fue herido mortalmente.

## Evaluación histórica

### Evaluación del plan de Washington
El plan de Washington fracasó debido a varios factores:
- Washington sobreestimó la experiencia y preparación de sus tropas para la ejecución de un ataque complicado.[14]
- El plan de ataque requería constante coordinación entre las columnas de su ejército, que no funcionó.
- Ante la resistencia del 40 Regimiento de Infantería, Stephen desobedeció órdenes e intentó atacar Chew House, sin encontrar el resultado deseado.

El plan de Washington, de haber tenido éxito, hubiera significado el final de la guerra. Junto a la victoria de Saratoga sobre Burgoyne, la derrota de Howe en Germantown "hubiera sido probablemente demasiado para el ministerio del Lord Frederick North".